# سونیل دارشان
سونیل دارشان (انگلیسی: Suneel Darshan) کارگردان فیلم، فیلم‌نامه‌نویس و تهیه‌کننده فیلم اهل هند است. 

## فیلم‌شناسی
| سال  | فیلم                          | نقش(ها)                      |
| ---- | ----------------------------- | ---------------------------- |
| ۱۹۸۸ | انتقام                        | تهیه‌کننده                    |
| ۱۹۹۳ | Lootere                       | تهیه‌کننده                    |
| ۱۹۹۶ | اجی                           | کارگردان، تهیه‌کننده، نویسنده |
| ۱۹۹۹ | جانور                         | کارگردان، تهیه‌کننده          |
| ۲۰۰۱ | یک رابطه: زنجیر عشق           | کارگردان، تهیه‌کننده، نویسنده |
| ۲۰۰۲ | بله، منم عاشق شدم             | تهیه‌کننده                    |
| ۲۰۰۳ | تلاش: جستجو آغاز می‌شود        | کارگردان، نویسنده            |
| ۲۰۰۳ | انداز                         | تهیه‌کننده                    |
| ۲۰۰۵ | باران                         | کارگردان، تهیه‌کننده، نویسنده |
| ۲۰۰۵ | دوستی: دوستان همیشگی          | کارگردان، تهیه‌کننده، نویسنده |
| ۲۰۰۶ | شریک زندگی من                 | کارگردان، نویسنده            |
| ۲۰۰۷ | شاکالاکا بوم بوم              | کارگردان، تهیه‌کننده، نویسنده |
| ۲۰۱۴ | Karle Pyaar Karle             | تهیه‌کننده                    |
| ۲۰۱۷ | Ek Haseena Thi Ek Deewana Tha | کارگردان، تهیه‌کننده          |